# 全聚德烤鸭店门面
全聚德烤鸭店门面，位于北京市东城区前门大街30号全聚德前门店内。

## 简介
全聚德前门店是全聚德的起源店。（清朝同治三年（1864年），“全聚德”金字匾额在前门大街挂出，全聚德的历史由此开始。
1901年，全聚德将原来的两排平房改建成一栋二层小楼，朝西的门面墙为三开间，门楣是砖砌拱券结构，两侧是槛墙支摘窗。门窗上方嵌有砖雕匾额，正中是“全聚德”、左为“老炉铺”、右为“鸡鸭店”，墙上还设有铁制的札幌。
1985年，全聚德前门店客流增多，该店里决定将位于肉市胡同东侧的老房子拆除盖新楼。当时，为避免行人在工地上穿行，便将路边的门面墙留下，作为工地的围墙，准备等到新店竣工之后拆除。当时，一位香港来的建筑设计师被这面墙吸引，随即建议将这面从1901年留存至今的墙请进新店的店堂内保存下来，该建议获得全聚德前门店采纳。在拆除这面墙时，设计师对原墙的门窗进行了测量，保存了照片资料，以便采用原尺寸复原。当时每块砖都进行了编号，门上的砖刻牌匾被小心抠下。重建老门面墙时，有些老砖已无法使用，便委托砖厂按原砖尺寸重新烧制，再按照原来的位置码入。全聚德前门店的新楼盖好后，新的门面墙也是按照老墙的样子修建。推开大门，向室内走37米，便可见到老门面墙。老门面墙成为新店内的“屏风”，分隔就餐区与配菜区。
1999年7月18日，全聚德建店135周年庆典，老墙上的大门再度打开，其内原样复原了老店二层小楼格局，放置有老式留声机、算盘、笔墨、八仙桌等物件，伙计也换成长衫马褂的装扮。自此，老墙重新变成了这座店中店的门面墙，沿用至今。
这面老墙长9.3米，高3.8米，厚0.3米。2011年，这面老墙被列入第八批北京市文物保护单位，在此之前它并不是任何一级文物保护单位。文物专家王世仁、罗哲文、谢辰生在第八批北京市文物保护单位评选过程中，曾点评全聚德老墙：“此门面保持了文物建筑的原真性，后移位置仍在原店堂范围内，迁移工艺与材料均符合文物保护要求，因此同意申报定为市级文物保护单位。”